# Diecéze Æzani
Diecéze Æzani je titulární diecéze římskokatolické církve.

## Historie
Æzani, ztotožnitelné s ruinami Çavdarhisar v dnešním Turecku, je starobylé biskupské sídlo nacházející se v bývalé římské provincii Phrygia II. Pacatiana. Bylo součástí konstantinopolského patriarchátu a sufragánnou arcidiecéze Hierapolis ve Frýgii.
Původně byla sufragánnou arcidiecéze Laodicea ve Frýgii do doby, než byla provincie Frýgie rozdělena na dvě části.
Známe šest biskupů této diecéze. Pisticus, který se roku 325 zúčastnil prvního nikajského koncilu. Pelagius, který roku 518 podepsal petici proti Severovi z Antiochie. Možná totožný Pelagius, který se roku 553 zúčastnil Druhého konstantinopolského koncilu. V 5. či 6. století zde působil biskup Epiphanius. Gregorius, účastníktrullské synody (692). Ioannes, účastník Druhého nikajského koncilu (787) a Theophanes, který byl účastníkem Čtvrtého konstantinopolského koncilu (869–870).
Dnes je využívána jako titulární biskupské sídlo; v současnosti nemá svého titulárního biskupa.

## Seznam biskupů
- Pisticus (zmíněn roku 325)
- Pelagius (zmíněn roku 518 a 553)
- Epiphanius (5. či 6. století)
- Gregorius (zmíněn roku 692)
- Ioannes (zmíněn roku 787)
- Theophanes (před rokem 869 a po roce 879)

## Seznam titulárních biskupů
- Pierre-André Viganò, M.E.M. (1909–1921)
- Antonio Pietro Francesco van Velsen, S.J. (1924–1936)
- Gregorio Modrego y Casaus (1936–1942)
- Jean Gay, C.S.Sp. (1943–1945)
- Pedro Arnoldo Aparicio y Quintanilla, S.D.B. (1946–1948)
- John Evangelist McBride, O.F.M. (1949–1951)
- Federico Emmanuel, S.D.B. (1952–1962)
- Gaetano De Cicco (1962–1962)
- Marcello Rosina (1963–1974)